# José Luis Medina Lapieza
José Luis Medina Lapieza (Sevilla, 2 de julio de 1946–Sanlúcar de Barrameda, 23 de julio de 2004) fue un maestro y político español del Partido Comunista e Izquierda Unida, alcalde del municipio andaluz de Sanlúcar de Barrameda (1979-1991) y diputado provincial por Cádiz. (1979-1991)Por último ejerció el cargo de director.
En 2004 fue nombrado alcalde honorario de Sanlúcar de Barrameda. En la mañana del 23 de julio del mismo año, falleció en el hospital Virgen del Camino como consecuencia de un cáncer de pulmón.